# コスティラ郡 (コロラド州)

コロラド州内の位置

コスティラ郡（Costilla County）は、アメリカ合衆国コロラド州に位置する郡である。人口は3,499人（2020年）。郡庁所在地はサンルイス（San Luis）である。

## 歴史
コスティラ郡は1861年11月1日にコロラド州議会によって設立された原型17郡の1つである。San Miguelは郡庁所在地として選定されたが、郡庁は1863年に San Luis へ移動した。

## 地理
アメリカ合衆国統計局によると、この郡は総面積3,187 km2 (1,230 mi2) である。このうち3,178 km2 (1,227 mi2) が陸地で9 km2 (3 mi2) が水地域である。総面積の0.27%が水地域となっている。

## 人口動勢
2000年国勢調査で、この郡は人口3,663人、1,503世帯、及び1,029家族が暮らしている。人口密度は1/km2 (3/mi2) である。1/km2 (2/mi2) の平均的な密度に2,202軒の住宅が建っている。この郡の人種的な構成は白人60.91%、アフリカン・アメリカン0.79%、先住民2.48%、アジア1.01%、太平洋諸島系0.14%、その他の人種29.46%、及び混血5.21%である。この人口の67.59%はヒスパニックまたはラテン系である。
この郡内の住民は25.00%が18歳未満の未成年、18歳以上24歳以下が6.60%、25歳以上44歳以下が23.30%、45歳以上64歳以下が28.30%、及び65歳以上が16.80%にわたっている。中央値年齢は42歳である。女性100人ごとに対して男性は99.80人である。18歳以上の女性100人ごとに対して男性は96.20人である。
この郡の世帯ごとの平均的な収入は19,531米ドルであり、家族ごとの平均的な収入は25,509米ドルである。男性は22,390米ドルに対して女性は16,121米ドルの平均的な収入がある。この郡の一人当たりの収入 (per capita income) は10,748米ドルである。人口の26.80%及び家族の21.30%は貧困線以下である。全人口のうち18歳未満の32.40%及び65歳以上の23.30%は貧困線以下の生活を送っている。

## 都市及び町
- サンルイス（San Luis）
- ブランカ (Blanca)
- フォートガーランド (Fort Garland)